# お富士山古墳

橋梁より全景左が前方部、右が後円部。

後円部墳頂富士神社と石棺（右奥）。

お富士山古墳（おふじやまこふん、御富士山古墳）は、群馬県伊勢崎市安堀町にある古墳。形状は前方後円墳。伊勢崎市指定史跡に指定され、出土長持形石棺は群馬県指定重要文化財に指定されている。
5世紀中頃の築造とされ、畿内王墓特有の長持形石棺が使用されたことで知られる。

## 概要
伊勢崎市北西部に位置し、伊勢崎市では最大規模の前方後円墳である。古墳は前方部を西南西に向けるが、前方部の一部は両毛線敷設のため削られている。後円部墳頂には富士神社（富士浅間神社）が鎮座し、「お富士山」の古墳名は同神社に由来する。
古墳の築造時期は、出土遺物から5世紀中頃と推定されている。埋葬施設として、5世紀の畿内王墓特有の長持形石棺が使用されている。
古墳は昭和41年（1966年）に伊勢崎市指定史跡に指定され、長持形石棺は平成13年（2001年）に群馬県指定重要文化財に指定された。

## 墳丘
墳丘の規模は次の通り。
- 墳丘長：125メートル
- 前方部 - 両毛線建設のため、一部削られている。
  - 幅：83.2メートル
  - 高さ：5.5メートル
- 後円部
  - 直径：77.2メートル
  - 高さ：9.5メートル

主軸は北74度東。墳丘は3段築成で、葺石が葺かれ、さらに大型円筒埴輪が並べられていた。また周囲には盾形の周堀が巡らされており、それらを含めると古墳の総長は192メートルにもなる。

## 出土品

### 長持形石棺

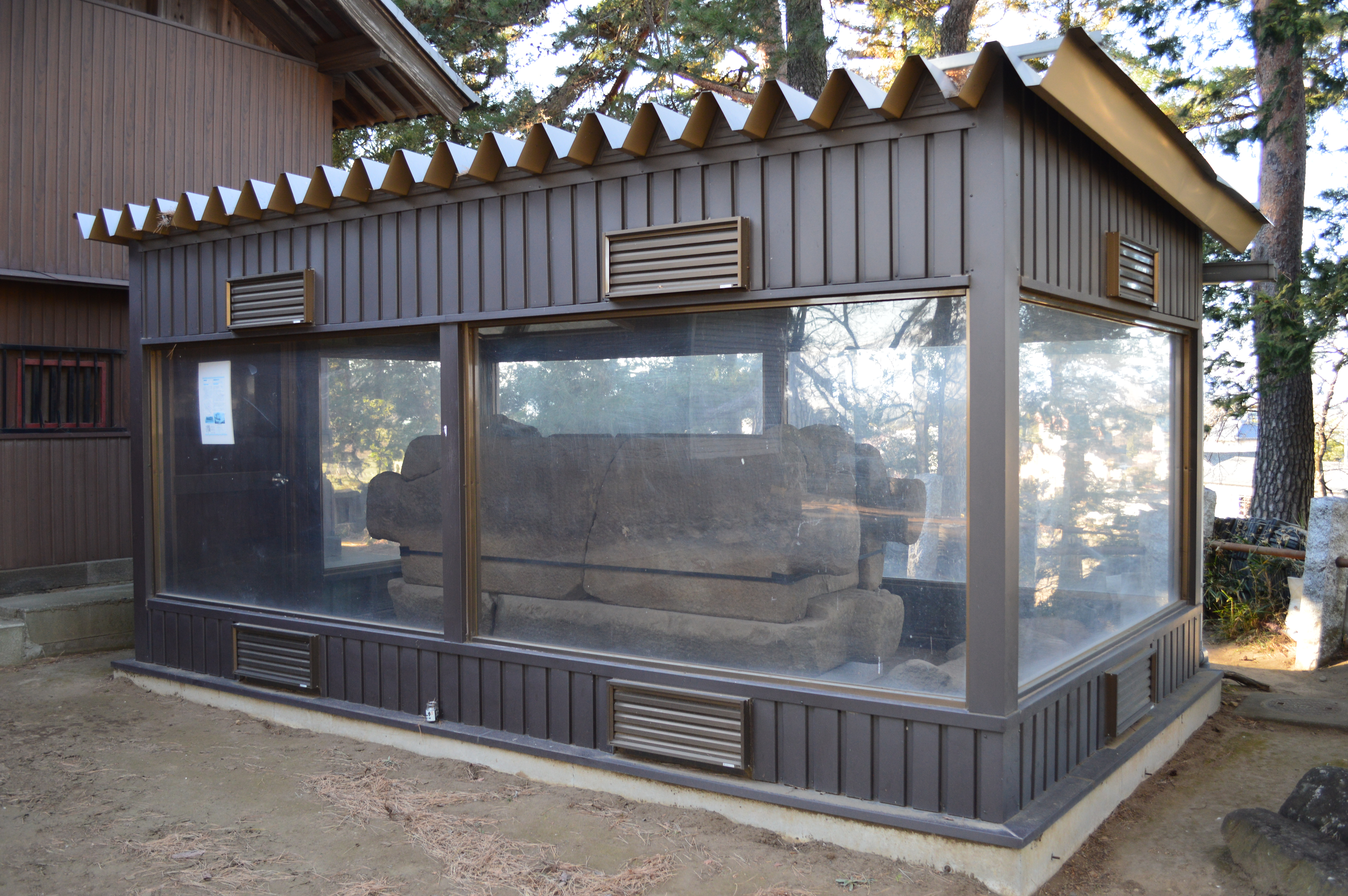
長持形石棺（群馬県指定文化財）

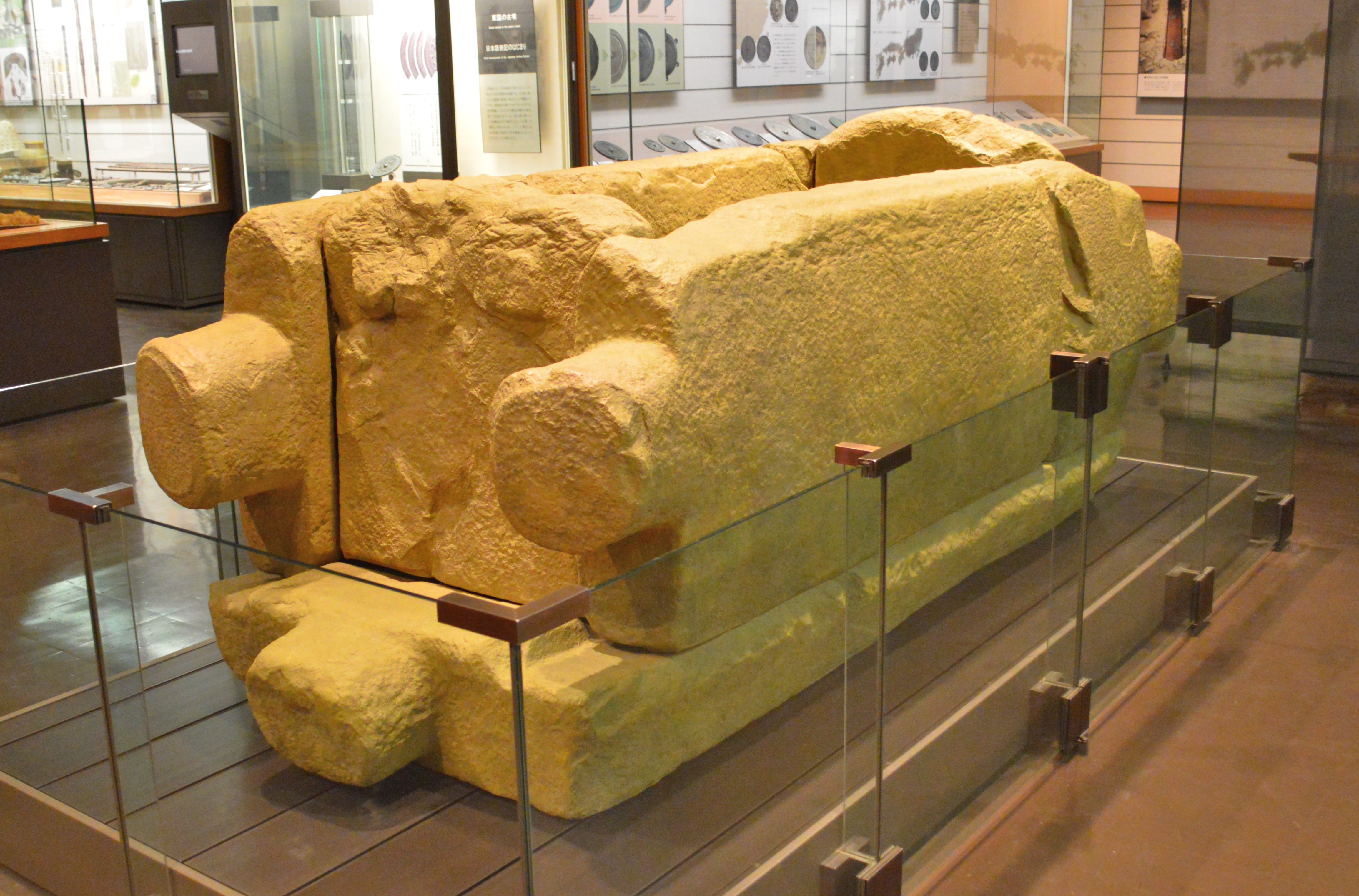
石棺の複製国立歴史民俗博物館展示。

お富士山古墳に使用された長持形石棺は、後円部墳頂の富士神社脇に保存されている。石棺は砂岩製の6枚の石板から成り、全長は285センチメートル、幅は121センチメートル、重さは6.8トンである。箱形は底石（そこいし）・側石（がわいし）2枚・小口石（こぐちいし）2枚で形成され、その上にかまぼこ形の蓋石（ふたいし）が載せられる。
この形状の石棺は5世紀における畿内の王墓特有のものになり、この石棺の使用例は群馬県内では太田天神山古墳（群馬県太田市）のみで、関東地方でも数例しか見つかっていない。石棺の形態・技法は畿内のものと同様であるため、畿内の工人が当地で製作したと考えられており、畿内との強いつながりが指摘される。
本石棺は、江戸時代の『発墳暦』や『伊勢崎風土記』にも記録されている。また、この石棺を型取りして複製したものは群馬県立歴史博物館でも展示されている。

### その他
その他の出土品としては、滑石による刀子の模造品がある。

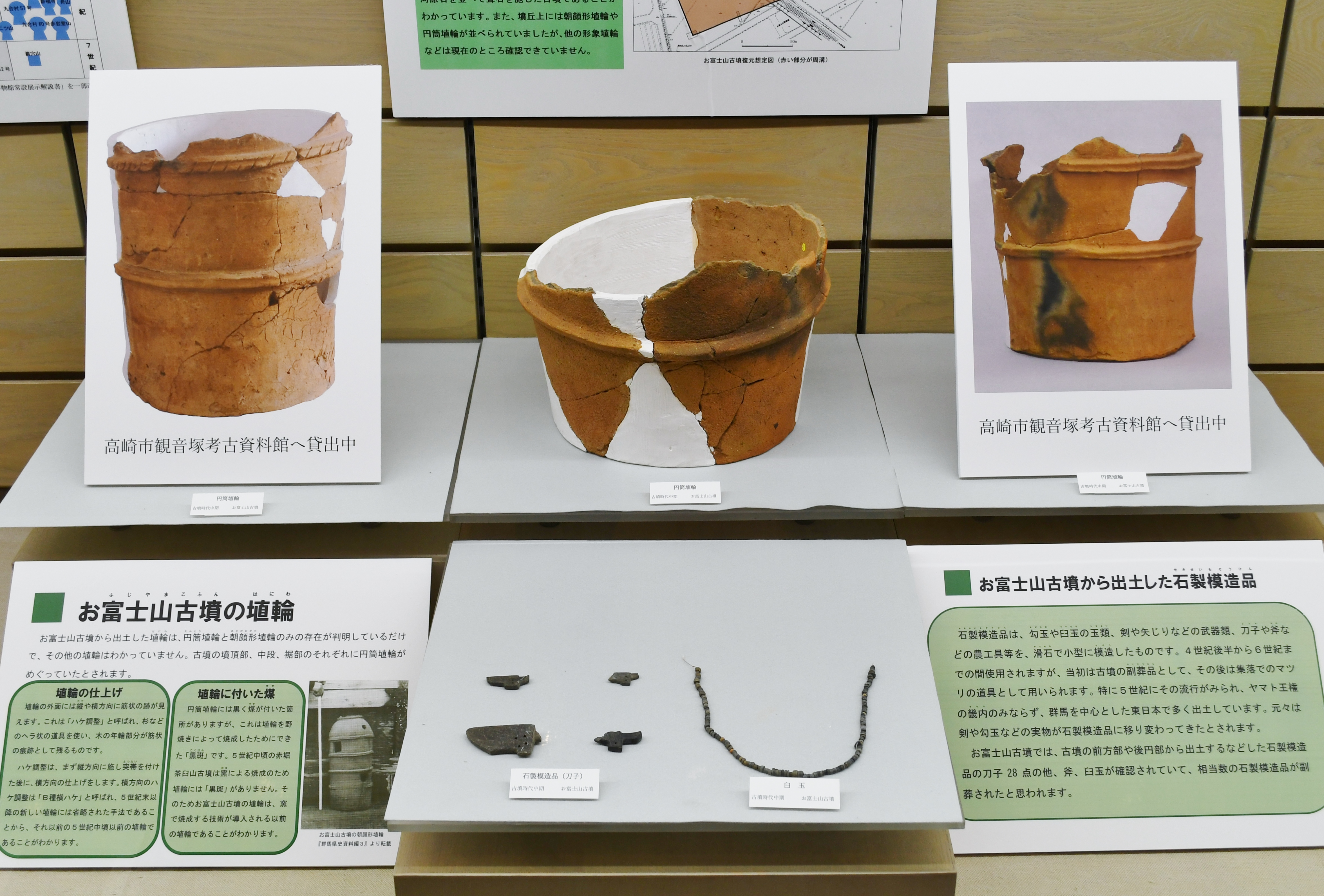
出土品 伊勢崎市赤堀歴史民俗資料館展示。

- 出土品
伊勢崎市赤堀歴史民俗資料館展示。

## 文化財

### 群馬県指定文化財
- 重要文化財（有形文化財）
  - お富士山古墳所在長持形石棺（考古資料） - 2001年（平成13年）3月23日指定[2]。

### 伊勢崎市指定文化財
- 史跡
  - お富士山古墳 - 1966年（昭和41年）4月12日指定[3]。